# 브리안 보루마
브리안 보루마 막 케네티그(고대 아일랜드어: Brian Bóruma mac Cennétig, 중세 아일랜드어: Brian Bóruma, 아일랜드어: Brian Bóramha, 941년경 ~ 1014년 4월 23일)은 아일랜드의 왕으로 아일랜드를 통일한 최초의 왕이다.
보루마는 941년에 아일랜드 서남부의 소국 달카시아에서 왕의 둘째 아들로 태어났다. 아버지 케네티그 막 로칸(Cennétig mac Lorcáin)이 승하하고 형이 집권하지만, 곧 암살되는 바람에 보루마가 35세의 나이로 왕위를 이어받았다. 달카시아는 소국 중에서도 특히 세력이 미약했으나 뛰어난 통찰력과 군사적 재능을 보유했던 보루마는 바이킹족과 손잡고 남부의 소왕국들을 차례로 병합했다.
이어 보루마는 북부 소왕국들의 중심이었던 경쟁자 말 세크날 막 돔날(Máel Sechnaill mac Domnaill)과 20여 년에 걸쳐 전투를 되풀이하다 최종적으로 승리, 1006년에 아일랜드를 통일했다. 보루마는 가톨릭교회와 제휴해 통일 왕국을 현명하게 다스렸으나 1012년에 일어난 반란에 시달리다가 1014년 4월 23일, 클론타프 전투에서 73세의 나이로 사망했다. 보루마는 오늘날에 20세기 초 민족운동 지도자 마이클 콜린스와 함께 아일랜드의 대표적인 영웅으로 추앙받고 있다.

## 족보
|  |                              |  |  |  |  |  |  |  |  |  |  |  |  |  |  |  |
|  | 2. 케네티그 막 로르칸        |  |  |  |  |  |  |  |  |  |  |  |  |  |  |  |
|  |                              |  |  |  |  |  |  |  |  |  |  |  |  |  |  |  |
|  |                              |  |  |  |  |  |  |  |  |  |  |  |  |  |  |  |
|  | 1. 브리안 보루마 막 케네티그 |  |  |  |  |  |  |  |  |  |  |  |  |  |  |  |
|  |                              |  |  |  |  |  |  |  |  |  |  |  |  |  |  |  |
|  |                              |  |  |  |  |  |  |  |  |  |  |  |  |  |  |  |
|  | 12. 무르카 막 마나크         |  |  |  |  |  |  |  |  |  |  |  |  |  |  |  |
|  |                              |  |  |  |  |  |  |  |  |  |  |  |  |  |  |  |
|  |                              |  |  |  |  |  |  |  |  |  |  |  |  |  |  |  |
|  | 6. 우르카 막 무르카          |  |  |  |  |  |  |  |  |  |  |  |  |  |  |  |
|  |                              |  |  |  |  |  |  |  |  |  |  |  |  |  |  |  |
|  |                              |  |  |  |  |  |  |  |  |  |  |  |  |  |  |  |
|  | 3. 베 빈 이눈 우르카         |  |  |  |  |  |  |  |  |  |  |  |  |  |  |  |
|  |                              |  |  |  |  |  |  |  |  |  |  |  |  |  |  |  |
|  |                              |  |  |  |  |  |  |  |  |  |  |  |  |  |  |  |

## 같이 보기
- 울라 편년사
- 아일랜드의 역사
- 아르드리 목록